# Eucharitidae

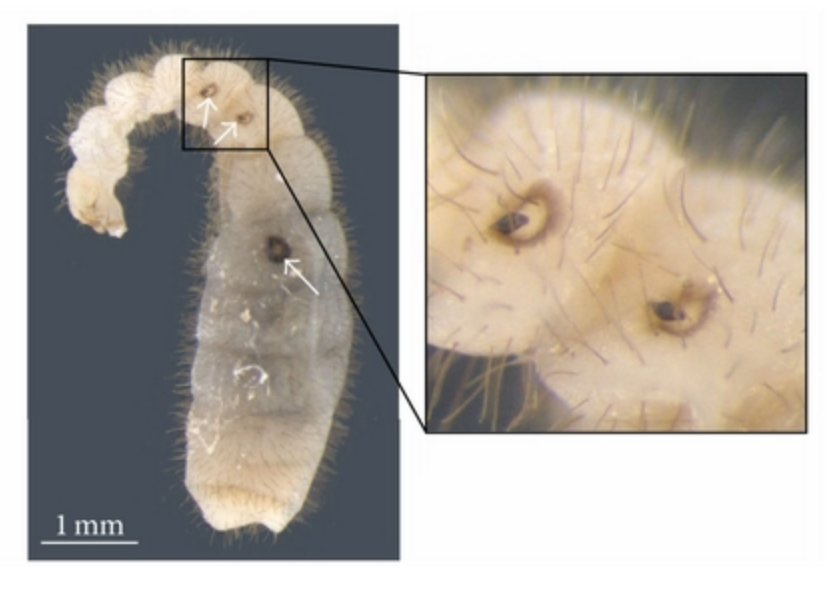
Ameisenlarve parasitiert von Latina rugosa

Die Eucharitidae bilden eine Hautflüglerfamilie innerhalb der Überfamilie der Erzwespen (Chalcidoidea). Die Typusgattung ist Eucharis Latreille, 1802.

## Merkmale
Die Eucharitidae sind 2–5,4 mm große Erzwespen. Sie gehören gemeinsam mit den Chrysolampidae, Eutrichosomatidae und Perilampidae zu einer Klade, deren erstes Larvenstadium planidial ist, also stark sklerotisiert mit funktionalen Beinen oder anderen Hilfsmitteln, sich fortzubewegen. Der Körper der Eucharitidae ist punktiert. Der kleine Kopf weist große Mandibeln auf. Der Prepectus liegt meist auf der gleichen Ebene wie das Pronotum und ist mit diesem verschmolzen. Das kleine Pronotum ist dorsal, unterhalb dem Kopf verborgen. Der Thorax ist massiv und bucklig. Der Gaster ist gewöhnlich relativ klein und über einen sehr langen Petiolus mit dem unteren Bereich des Thorax verbunden. Die Marginalader der Vorderflügel ist moderat lang, die Postmarginal- und Stigmaladern sind extrem kurz.

## Verbreitung
Die Eucharitidae sind weltweit verbreitet, hauptsächlich in den Tropen, mit sehr wenigen Gattungen, die sowohl in der Alten als auch in der Neuen Welt vertreten sind.

## Lebensweise
Die Eucharitidae parasitieren Ameisen als Ekto- oder Endoparasiten. Die Parasitenlarven gelangen auf unterschiedliche Weise in die Nester ihrer Wirtsarten, wo sie die Wirtslarven parasitieren. Die Wirtslarve entwickelt sich noch bis zur Präpuppe, bevor sie getötet wird. Die Parsitenlarve verpuppt sich später, im Wirtskokon oder frei im Ameisennest.

## Innere Systematik
Die Eucharitidae umfassen mehr als 50 Gattungen mit etwa 470 Arten. Die Familie ist in folgende drei monophyletische Unterfamilien gegliedert:
- Eucharitinae
  - Eucharitini – 36 beschriebene Gattungen, nach Heraty 49 Gattungen[2]
  - Psilocharitini – 2 Gattungen in der Alten Welt: Psilocharis, Neolosbanus
- Gollumiellinae – 2 Gattungen: Anorasema, Gollumiella
- Oraseminae – 13 Gattungen

Aufgrund molekularbiologischer Studien werden die Gollumiellinae als Schwestergruppe der Eucharitinae und Oraseminae betrachtet. Daneben gibt es noch die in Australasien vorkommende Gattung Akapala mit 2 Arten, deren taxonomische Stellung noch unklar ist.